# Дубровский, Константин Владимирович
Константи́н Влади́мирович Дубро́вский (1879—1943) — русский поэт, журналист, сибирский областник.

## Биография
Константин Владимирович Кац (псевдоним — Дубровский) родился 28 августа 1879 года в городе Иркутске. Учился в иркутской ремесленно-слободской воскресной школе. Потом, с 1896 по 1899 год учился в иркутской учительской семинарии. Получив образование учителя, работал в Верхнеудинском инородческом начальном училище. В 1907 году был одним из организаторов Иркутского отделения Всероссийского учительского союза. Однако, за революционную пропаганду среди крестьян был уволен.
С 1903 года состоял в Иркутском охранном отделе Членов партии эсеров. В 1908 году оставил партию эсеров.
Писать и печатать свои произведения начал в 1899 году. Был сотрудником областной газеты «Восточное обозрение». С 1906 года был редактором газеты «Сибирь». Вел в газете отдел фельетонов. До 1917 года печатал труды в периодических изданиях городов Томска, Иркутска, Омска, Читы, Барнаула, Якутска и др. Публиковал свои произведения под разными псевдонимами — К. Ленский, Каде и др.
В 1916 году в Петербурге были изданы его материалы о Сибири и сибиряках издал в книге «Рождение в стране изгнания».
В 1917 году вместе с И. И. Серебренниковым и И. А. Якушевым основал иркутскую организацию областников-автономистов, издал брошюру «От идеалов к действительности (Областническая идея в прошлом и настоящем)».
В 1918 году сотрудничал с журналом «Автономная Сибирь», в 1920—1921 годах — с журналом «Пролетарская культура», занимался историей культуры Сибири. По окончании гражданской войны К. В. Дубровский уехал Москву. Там он жил с 1921 по 1941 год. В столице были написаны его книги «В стране снегов и золота. Якутская автономная республика, ее настоящее, прошлое и будущее», «Якутская ссылка в русской художественной литературе», краеведческие материалы. С началом Великой Отечественной войны был эвакуирован в Челябинск.
Константин Владимирович Дубровский скончался 6 февраля 1943 года в Челябинске.

## Творчество
К. В. Дубровский написал циклы стихов «Песни прозаика», «Из весенних мелодий» и др. Его произведения печатались в сборниках «Первый литературный сборник сибиряков», «Второй литературный сборник сибиряков», в журнале «Ерш», альманахе «Северные зори» и др. Творчество К. Дубровского испытывало влияние поэзии Семёна Яковлевича Надсона.
Писал также в жанре беллетризованной биографии. Его перу принадлежал очерк «В глухом краю», «Очерки по истории просвещения Сибири», очерки о сибиряках В. И. Вагине, М. В. Загоскине, Н. А. Белоголовом, А. П. Щапове, Н. М. Ядринцеве, Г. Н. Потанине, Д. И. Менделееве, П. П. Ершове, И. В. Федорове-Омулевском, В. И. Сурикове и др.

## Труды
- Дубровский К. В. Рожденные в стране изгнания. — Пг., 1916.
- Дубровский К. В. От идеалов к действительности (Областническая идея в прошлом и настоящем) — Иркутск, 1917.
- Дубровский К. В. Якутская ссылка в русской художественной литературе. — М., 1928.